# Предопределённость. Наука о жизни без свободы воли
Предопределённость. Наука о жизни без свободы воли (англ. «Determined: A Science of Life Without Free Will») — научно-популярная книга, написанная биологом и нейробиологом Робертом Сапольски, опубликованная в 2023 году. В этой книге Сапольски предлагает радикальный взгляд на концепцию свободной воли, утверждая, что она является иллюзией. По мнению автора, все человеческие действия предопределены биологическими и окружающими факторами, а наше восприятие свободы выбора — это лишь заблуждение, рожденное сложными процессами в мозге.
Роберт Сапольски, известный своими исследованиями в области поведения человека и животных, в течение десятилетий изучал нейробиологические механизмы, управляющие нашим поведением. В своей книге он объясняет, как решения принимаются в мозге и что это означает для понимания человеческой свободы. Он анализирует, как на наши поступки влияют генетика, окружающая среда, случайные события и даже квантовая неопределённость, и приходит к выводу, что ни одно из этих явлений не оставляет места для настоящей свободы воли.

## Содержание
В книге Сапольски рассматривает различные аспекты детерминизма и обсуждает, как современные научные данные опровергают традиционное представление о свободной воле.
Черепахи до самого основания — В первой главе Сапольски обсуждает философскую концепцию бесконечного регресса, указывая на то, что каждое действие человека определяется цепочкой предшествующих причин. Автор использует метафору черепахи, на которой, согласно мифу, покоится мир, чтобы подчеркнуть глубину и сложность детерминированности человеческих поступков.
Последние три минуты фильма — Сапольски рассматривает процессы принятия решений, сравнивая их с последними минутами фильма, когда исход уже предопределён, но напряжение сохраняется. Эта глава подчёркивает иллюзорность человеческого восприятия контроля над событиями.
Откуда берётся намерение? — В этой главе исследуется происхождение намерений и мыслительных процессов. Сапольски демонстрирует, что намерения возникают как результат работы мозга ещё до того, как человек осознает их, что ставит под сомнение традиционное представление о свободе выбора.
Усилие воли: миф о стойкости — Автор анализирует феномен силы воли, показывая, что то, что воспринимается как «усилие», на самом деле является сложным взаимодействием генетических и внешних факторов, а не проявлением свободной воли.
Основы хаоса — Сапольски обращается к теории хаоса, рассматривая, как кажущееся хаотичным поведение на самом деле может быть предопределённым. Он использует примеры из нейробиологии для объяснения того, как хаос и детерминизм могут сосуществовать.
Хаотична ли ваша свободная воля? — В этой главе автор углубляется в вопрос, может ли свободная воля возникнуть в хаотической системе. Он приходит к выводу, что даже в условиях кажущегося хаоса действия человека остаются детерминированными.
Основы возникающей сложности — Здесь Сапольски обсуждает концепцию возникающей сложности, показывая, как простые правила могут привести к сложному поведению, однако это не означает наличие свободы воли.
Ваша свободная воля просто возникает? — Продолжая тему предыдущей главы, Сапольски утверждает, что даже кажущееся спонтанным поведение не является доказательством существования свободы воли.
Основы квантовой неопределённости — В этой главе рассматривается роль квантовой механики в вопросе свободы воли. Несмотря на квантовую неопределённость, Сапольски утверждает, что это не даёт оснований считать, что человеческие действия не предопределены.
Ваша свободная воля случайна? — Автор анализирует идею о том, что наши решения могут быть случайными, но подчёркивает, что случайность не является эквивалентом свободы. Он объясняет, что даже если событие происходит случайным образом, это всё равно не делает его актом свободной воли, поскольку такое событие находится вне контроля человека.
Сойдём ли мы с ума? — Глава посвящена психическим расстройствам и их влиянию на поведение. Сапольски использует эти примеры, чтобы проиллюстрировать, как даже самые экстремальные формы поведения подчиняются предопределённым биологическим и внешним причинам. Это служит дополнительным подтверждением его аргумента об отсутствии настоящей свободы воли.
Древние механизмы в нас: как происходит изменение? — Сапольски исследует эволюционные механизмы, которые влияют на человеческое поведение, утверждая, что эти процессы происходят независимо от сознательного выбора. Он показывает, как эволюционные адаптации формируют наше поведение, подкрепляя его тезис о детерминизме.
Мы действительно уже проходили через это — В этой главе Сапольски обращается к историческим примерам, чтобы показать, что многие современные идеи о детерминизме обсуждались ещё в прошлом. Он прослеживает, как различные философские и научные концепции развивались и влияли на наше понимание свободы воли.
Радость наказания — Автор анализирует роль наказания в обществе, утверждая, что оно не связано с концепцией свободы воли, а является социальным инструментом управления. Сапольски обсуждает, как общество использует наказание для регулирования поведения, даже если это поведение не было результатом свободного выбора.
Если вы умрёте бедным — Завершающая глава книги посвящена теме социального неравенства. Сапольски рассматривает, как детерминизм влияет на жизнь людей, и утверждает, что многие аспекты жизни, такие как бедность или богатство, определяются факторами, которые находятся вне контроля индивида. Он заключает, что понятие "свободы выбора" может быть лишь удобной иллюзией, скрывающей более глубокие, системные причины успеха или неудачи.

## Критика
Отзывы и рецензии
Одним из наиболее значимых отзывов стал обзор от Джона Мартина Фишера, известного философа, который специализируется на проблемах свободы воли и моральной ответственности. В своём обзоре для Notre Dame Philosophical Reviews Фишер отмечает, что Сапольски предлагает убедительные аргументы в пользу детерминизма, подкреплённые научными данными. Однако, он также выражает скептицизм по поводу некоторых выводов автора, особенно в отношении моральной ответственности. Фишер задается вопросом, действительно ли детерминизм полностью исключает возможность моральных оценок человеческих поступков. Он считает, что, хотя книга впечатляюще аргументирована, она оставляет открытыми некоторые важные вопросы, которые требуют дальнейшего обсуждения.
Книга также получила положительные отзывы в The Wall Street Journal, где рецензент Эндрю Крамей отметил её важность для современных дискуссий о природе сознания и поведения. Крамей пишет, что, хотя работа Сапольски может показаться радикальной и даже тревожной, она ставит под сомнение глубоко укоренившиеся убеждения и подталкивает читателей к переосмыслению их взглядов на свободу воли.
Другие рецензенты, такие как Киеран Сетия в The Atlantic, также высоко оценили книгу за её интеллектуальную смелость и широту охвата научных данных. Однако, как и многие другие, Сетия отметил, что полное принятие выводов Сапольски может потребовать значительных философских компромиссов.
The New York Review of Books опубликовал отрицательную,  как по содержанию, так и по стилю, рецензию профессора Стэнфордского университета Джессики Рискин.